# 尹夫人 (汉武帝)
尹夫人（前？年－前？年），漢武帝劉徹寵妃。

## 生平
尹夫人與另一位妃嬪邢夫人於同一時期受寵，武帝下詔她們不得相見，以免互相爭風呷醋。
尹夫人一日主動請求武帝，說希望看看邢夫人。武帝表面允許，但實質上只是叫另外一個夫人裝扮一下，再帶幾十個侍婢，扮成邢夫人來見尹夫人。
尹夫人看了看那個假扮的「邢夫人」，就說：「這不是邢夫人。」武帝十分奇怪，就問：「妳為甚麼這樣說？」尹夫人就道：「看她的身貌體型，並不足以成為人主。」
於是武帝只好令邢夫人穿上平日的服飾，獨自前來探望尹夫人。尹夫人望見邢夫人，道：「這才是真的邢夫人。」然後自痛己不如人，低頭哭泣起來。